# بنغاس منقط
بنغاس منقط (الاسم العلمي:Pangasius larnaudii ) (بالإنجليزية: Spot pangasius)‏ هو نوع من الأسماك يتبع جنس البنغاس من فصيلة سلور القرش.